# Kelvin-Varley-Spannungsteiler
Der Kelvin-Varley-Spannungsteiler ist in der elektrischen Schaltungstechnik eine Form von Spannungsteiler, welcher in Stufen mittels Schalter eingestellt werden kann und aus Widerstandsnetzwerken mit fixen Widerstandswerten besteht. Die Art der Konstruktion erlaubt eine wiederholbare Einstellung der Teilerwerte des Spannungsverhältnisses, was bei der Verwendung von Potentiometern nicht möglich ist. Anwendungen liegen in der elektrischen Messtechnik und in Geräten, welche die Schalter des Spannungsteilers elektronisch steuern. Handelsübliche Kelvin-Varley-Spannungsteiler für die manuelle Anwendung weisen bei den einzelnen Stufen eine dekadische Einteilung auf, für digitale gesteuerte elektronische Messsysteme ist eine binäre Einteilung üblich.

## Aufbau

Vereinfachte Schaltung eines dekadischen Kelvin-Varley-Spannungsteilers mit vier Nachkommastellen

Der Kelvin-Varley-Spannungsteiler stellt eine kaskadierte Form einzelner Spannungsteiler dar, wobei jede Stufe genau eine Stelle des Spannungsteilerverhältnisses repräsentiert und damit unabhängig von den anderen Stellen reproduzierbar mittels Stufenschalter eingestellt werden kann. In der Abbildung ist ein dekadischer Kelvin-Varley-Spannungsteiler mit vier Nachkommastellen ({\displaystyle n=4}) mit einem eingestellten Spannungssteilerwert
{\displaystyle k={\frac {\mathrm {U_{OUT}} }{\mathrm {U_{IN}} }}=0{,}2073}
dargestellt. Der Teilerwert gilt dann, wenn der Ausgang {\displaystyle \mathrm {U_{OUT}} } hochohmig belastet wird, der entnommene Strom gegenüber dem Querstrom im Spannungsteiler vernachlässigbar klein ist.
Jede Stufe besteht aus mehreren Fixwiderständen gleichen Wertes, welche zwischen den Widerständen Abgriffe aufweisen, die der Umschaltung dienen. Bei der dekadischen Ausführung besteht die {\displaystyle i}-te Stufe, bis auf die letzte Stufe, aus 11 Widerständen, die letzte Stufe weist nur 10 Widerstände auf. Das Verhältnis {\displaystyle N} der Widerstandswerte zwischen zwei benachbarten Stufen {\displaystyle R_{i-1}} und {\displaystyle R_{i}} mit {\displaystyle i=1\ldots n} beträgt bei der dekadischen Ausführung den Wert 5, d. h., die Widerstandswerte nehmen pro Stufe um den Faktor
{\displaystyle R_{i-1}={\frac {R_{i}}{N}}={\frac {R_{i}}{5}}}
ab. Der Eingangswiderstand besitzt den Wert {\displaystyle R_{in}=10\cdot R_{n}}, bei nebenstehender Schaltung 100 kΩ.
Die Schwierigkeit im Schaltungsaufbau besteht darin, dass alle Widerstände einer Stufe den gleichen Wert aufweisen müssen und der Abgleich von 11 bzw. 10 Widerständen auf einen Wert unpraktikabel ist. Praktisch aufgebaute Kelvin-Varley-Spannungsteiler weisen daher zusätzliche Abgleichelemente in Form von einzelnen, zu Kalibrierzwecken verstellbare Potentiometern pro Stufe und eine daran angepasste Topologie auf.